# Hřib plstnatý

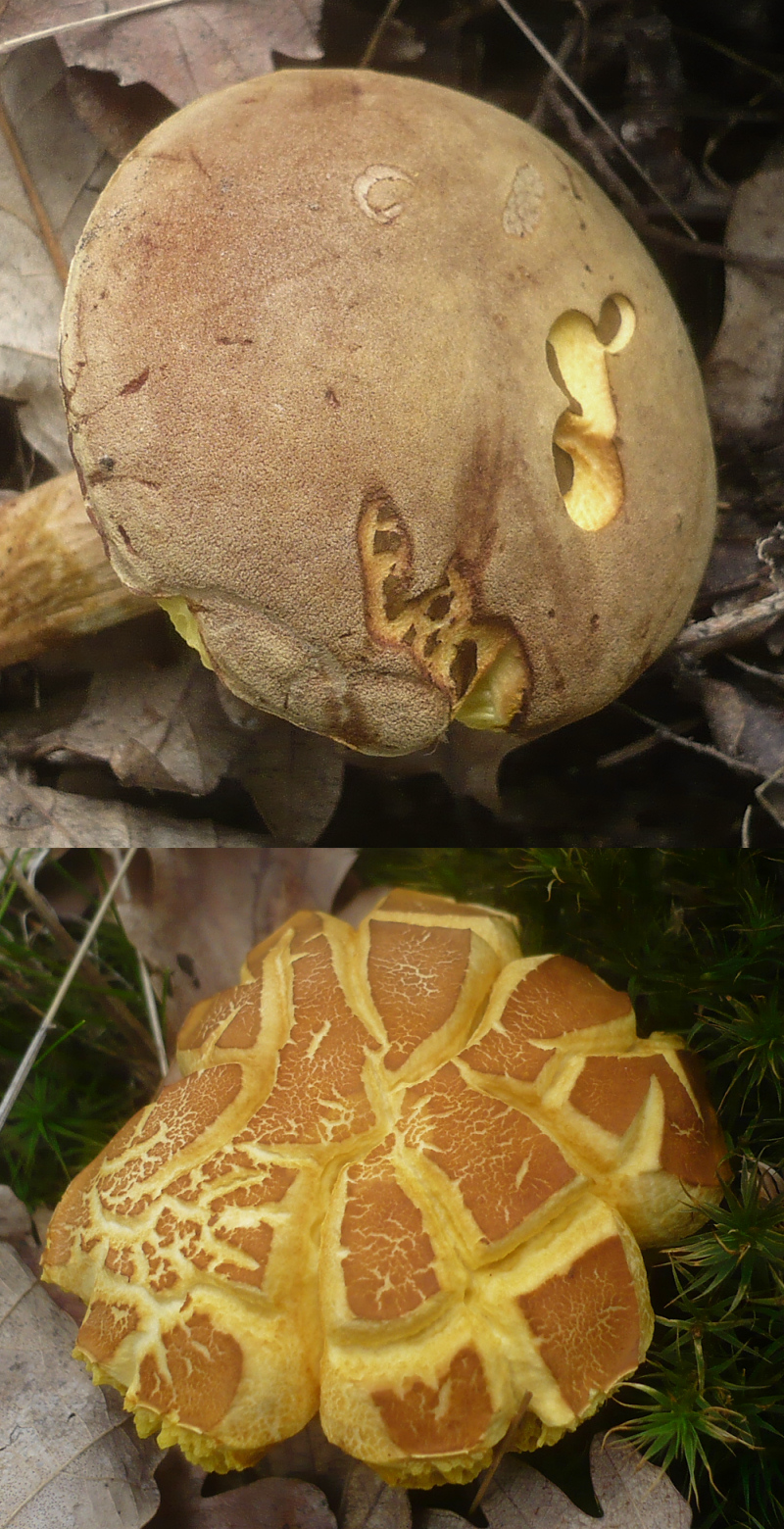
Klobouk může za suššího počasí rozpraskávat

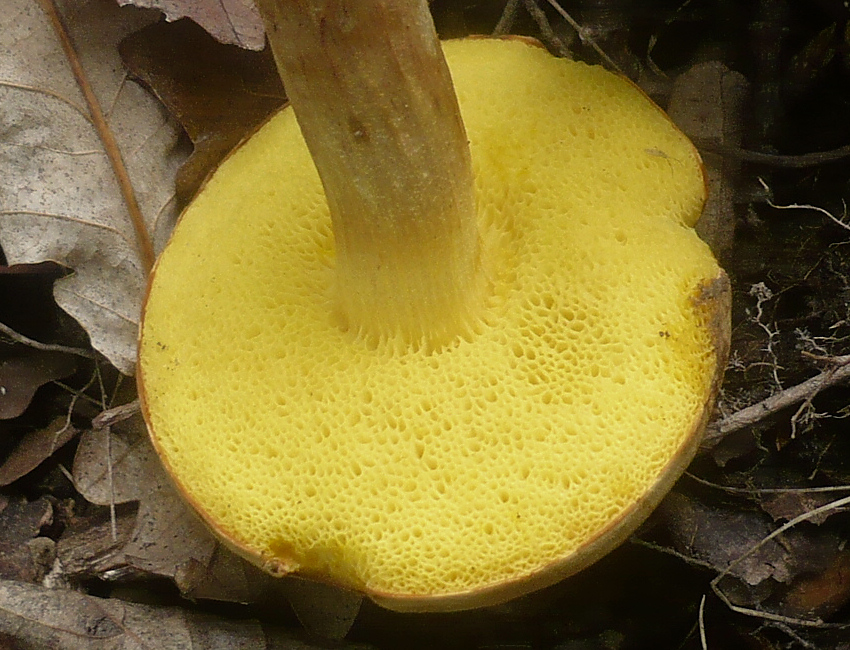
Póry jsou sytě žluté, velké, hranaté

Hřib neboli suchohřib plstnatý (Xerocomus subtomentosus (L.: Fr.) Quél. 1888, syn. Boletus subtomentosus L.: Fr. 1753) je jedlá houba z čeledi hřibovitých. Názory na kuchyňskou kvalitu tohoto druhu se různí, protože plodnice více nebo méně zapáchají jodoformem.

## Synonyma
- Boletus subtomentosus L. 1753 (nom. inval.)
- Boletus subtomentosus L.: Fr. 1753[2]
- Xerocomus subtomentosus (L.: Fr.) Quél. 1888[2]
- hřib kožák[3]
- hřib plstnatý[2]
- suchohřib plstnatý

Lidové názvy: baba, březňák, jalovcovka, kominíček, kozí pysk, kožák, kožešník, kožíšek, mecháček, myška, nepravý hříbek, poddoubek, poddoubník, podhříbek, podlíska, podloubník, podmáselník, podmáslík, podmásník, praskáč, sameťák, sameťáček, zelenokabátník. Na Slovensku: riečičkár, žltkár.

## Taxonomie
Hřib plstnatý popsal Carl Linné v roce 1753. Tento popis je s ohledem na stávající pravidla mykologické nomenklatury považován za neplatný. Validizoval jej však Elias Magnus Fries v 19. století. Následně jej Lucien Quélet v roce 1888 přeřadil do rodu suchohřib (Xerocomus). Ve druhé polovině 20. století se chápání tohoto druhu mírně změnilo v důsledku pojetí Rolfa Singera, které se překrývá s hřibem osmahlým. Později se přístup změnil, takže aktuálně platné pojetí nemusí korespondovat s popisy autorů, kteří vycházeli ze Singera.

## Vzhled

### Makroskopický
Klobouk dosahuje průměru 40 – 80 (110) milimetrů, postupně je polokulovitý, klenutý až poduškovitý. Povrch má světle, středně, narezavěle, někdy i tmavě hnědý.
Rourky i póry jsou světle až živě žluté, bez hnědavého nádechu. Ve stáří se zbarvují do olivova. Póry jsou poměrně velké, ve stáří dosahují 1 – 3 milimetru.
Třeň dosahuje 50 – 90 (140) × 7 – 20 (25) milimetrů, v mládí může být vřetenovitý, později je válcovitý. Obvykle má žlutý povrch, někdy bělavý nebo světle krémový, v dolní části může být nahnědlý. Povrch je bez síťky, může však být tvarován v protáhlá žebra, která síťku trochu připomínají.
Dužnina je žlutá nebo nažloutlá, nad rourkami sytěji zbarvena. Po porušení může slabě modrat. Chuť je nevýrazná, vůně nenápadná, nebo připomínající jodoform (ostrý chemický pach) – především na bázi třeně a u starších plodnic.

### Mikroskopický
Výtrusný prach je hnědoolivový, spory dosahují (9,5) 11 – 14 (15) × (4) 4,5 – 5 (5,5) milimetru, mají elipsovitě vřetenovitý tvar s mělkou suprahilární depresí. Pod elektronovým mikroskopem vykazuje povrch zvláštní ornamentiku. Myceliová vlákna jsou špinavě bělavá, některá mohou být i žlutá. Povrch klobouku kryje vláknitý trichoderm.

## Výskyt
Hojný druh nížin a pahorkatin, roste v listnatých i smíšených lesích a na hrázích rybníků, vždy pod duby. Pilát jej uváděl v rámci dubo-habrových lesů na nevápenatých půdách, v druhotných smíšených lesích na půdách nevápenatých a v rámci bučin v nížinách a pahorkatinách ¹). Fruktifikuje od června do konce října.
¹) Nálezy suchohřibu plstnatého pod jinými stromy než duby jsou v současnosti považovány za nespolehlivé a pravděpodobně se vztahují ke hřibu osmahlému, který byl dříve s hřibem plstnatým ztotožňován.

## Rozšíření
Roste v Evropě: Česká republika (první jej v Čechách uvádí Krombholz r. 1821), Slovensko.

## Záměna
- hřib hnědý (Imleria badia) – tmavší klobouk, výrazněji modrá, za vlhka slizký či lepkavý
- hřib moravský (Aureoboletus moravicus) – nemodrá, aroma po kopru či kokosu, plavohnědé odstíny
- hřib osmahlý (Xerocomus ferrugineus) – bledší dužnina, obvykle nemodrá, neroste pod duby

Nejpodobnější houbou je blízce příbuzný hřib osmahlý. Ten se liší především výskytem pod jehličnany a z listnáčů pod buky, břízami a vrbami. Postrádá žluté až žlutavé zbarvení dužniny, která je spíš bělavá až krémová, zpravidla nemodrá vůbec, případně jen minimálně.

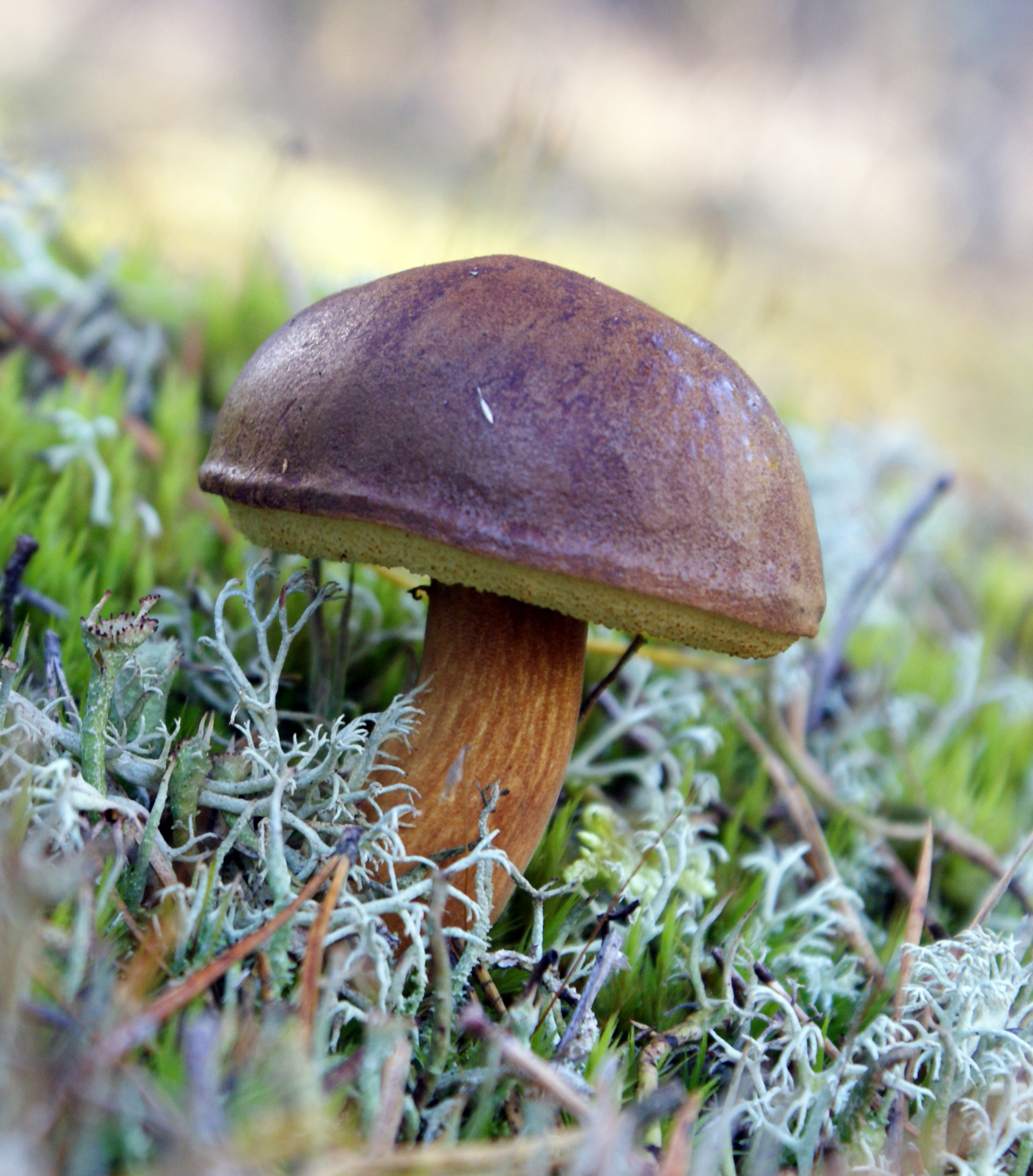
hřib hnědý
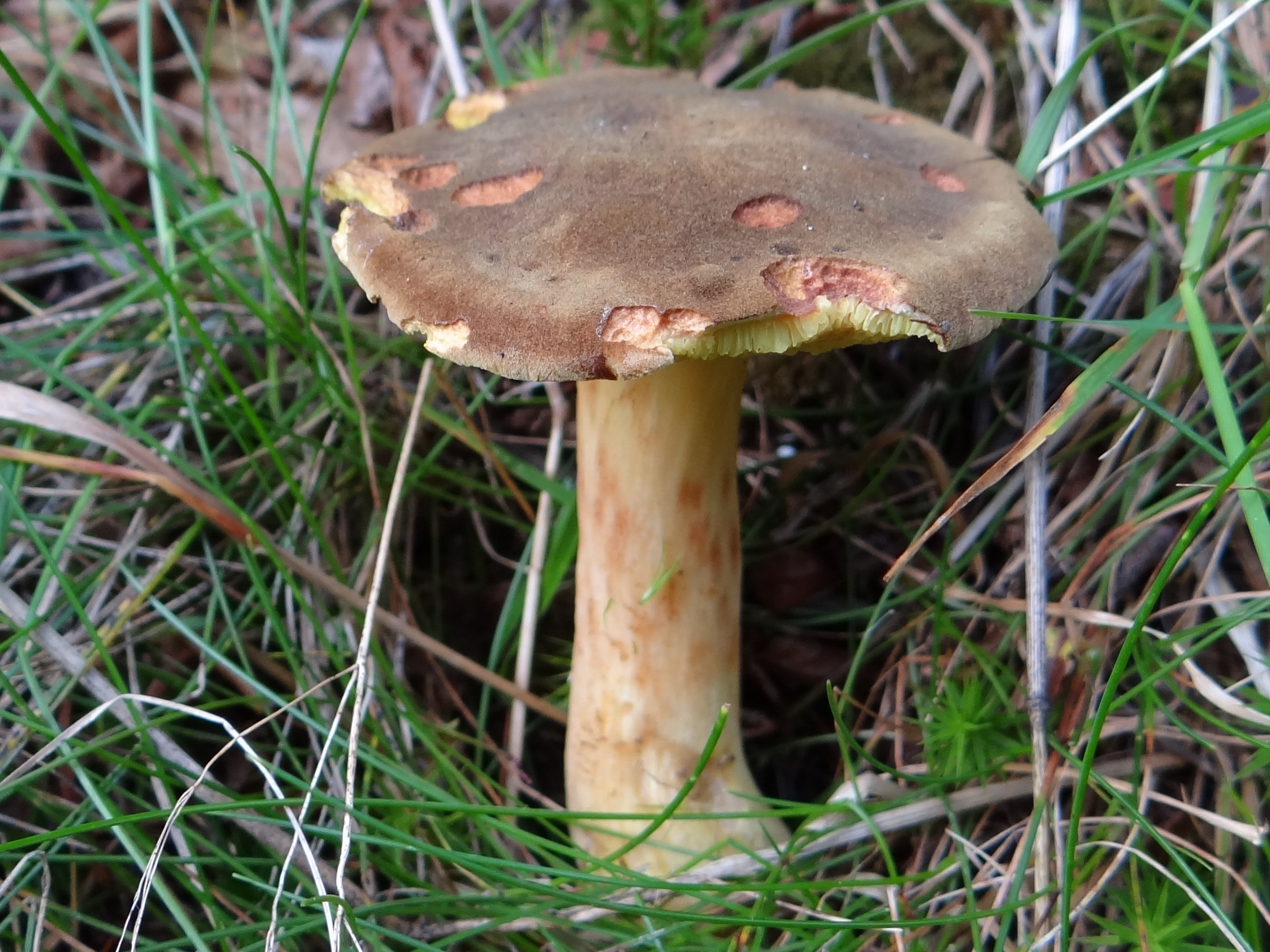
hřib osmahlý

## Vnitrodruhové taxony

### Suchohřib plstnatý žebernatý
Boletus subtomentosus var. striaepes Secr. se vyznačuje výraznějším žebrováním na třeni. Taxon totožný s Boletus subtomentosus var. crassipes (Schaeff.) Smotl. 1912, Boletus subtomentosus var. reticulatipes Mart., Boletus subtomentosus var. costatipes Mart., Boletus subtomentosus var. panosus Rostk..

### Suchohřib plstnatý žlutavý
Xerocomus subtomentosus var. luteolus (Velen.) Šutara 2008 (syn. Boletus subtomentosus var. luteolus Velen. 1922, syn. Xerocomus subtomentosus var. xanthus Gilbert 1931, syn. Xerocomus flavus Singer et Kuthan 1976) se vyznačuje žlutým zbarvením klobouku.